# Coral Hills
Coral Hills és una concentració de població designada pel cens dels Estats Units a l'estat de Maryland. Segons el cens del 2000 tenia 10.720 habitants.

## Demografia
Segons el cens del 2000, Coral Hills tenia 10.720 habitants, 3.833 habitatges, i 2.694 famílies. La densitat de població era de 2.723 habitants per km².
Dels 3.833 habitatges en un 35,2% hi vivien nens de menys de 18 anys, en un 31,3% hi vivien parelles casades, en un 30,9% dones solteres, i en un 29,7% no eren unitats familiars. En el 23,9% dels habitatges hi vivien persones soles el 3,3% de les quals corresponia a persones de 65 anys o més que vivien soles. El nombre mitjà de persones vivint en cada habitatge era de 2,8 i el nombre mitjà de persones que vivien en cada família era de 3,31.
Per edats la població es repartia de la següent manera: un 30,7% tenia menys de 18 anys, un 9,8% entre 18 i 24, un 31,1% entre 25 i 44, un 21,9% de 45 a 60 i un 6,5% 65 anys o més.
L'edat mediana era de 32 anys. Per cada 100 dones de 18 o més anys hi havia 84 homes.
La renda mediana per habitatge era de 41.122 $ i la renda mediana per família de 45.288 $. Els homes tenien una renda mediana de 30.799 $ mentre que les dones 30.466 $. La renda per capita de la població era de 17.876 $. Entorn del 9,2% de les famílies i el 12,1% de la població estaven per davall del llindar de pobresa.

## Poblacions més properes
El següent diagrama mostra les poblacions més properes.